# Steinberg (Sajonia)
Steinberg es un municipio situado en el distrito de Vogtland, en el estado federado de Sajonia (Alemania), a una altitud de 600 metros. Su población a finales de 2016 era de unos 2800 habitantes y su densidad poblacional, 140 hab/km².